# Милош Валожић
Милош Валожић (Београд, 1853 — Београд, 15. август 1909) био је књижар и издавач у Кнежевини Србији. Своју каријеру је започео уз оца Велимира Валожића, најпре као помоћник, доцније као сарадник, и на крају као наследник.

## Биографија
Милош Валожић рођен је 1853. године у Београду, као први од два сина књижара Велимира Валожића и Персиде (Перке) Касапиновић из Панчева. Отац му је био чешког а мајка српског порекла. Био је ожењен Милевом, са којом је имао три сина, Михаила, Драгутина и Милана. Након смрти сина Милана, године 1895. је у његову част основао ђачку библиотеку "Задужбина Милана Валожића" за ученике нижих разреда Прве београдске гимназије.

Био је члан масонске ложе „Побратим", основане 1890. године, а међу чијим су се оснивачима нашли Ђорђе Вајферт и Стеван Мокрањац. Мото ложе је био „Брат је мио, које вере био". Велимир Старчевић за Милоша каже :
„Милош Валожић је био честит човек, духовно уздигнут изнад просечног нивоа тадашњег културног живота. Али, био је задојен и масонским идејама, које је брижљиво неговао."
Био је велики српски родољуб. За време анексије Босне и Херцеговине, у знак протеста, држао је књижару затворену седам дана.
Премиуо је 15. августа 1909. године. Тог дана је кренуо у Земун, али је на железничкој станици пао под воз и преминуо. За собом је оставио супругу Милеву и синове Михаила и Драгутина.

### Породица
Милошев отац Велимир, рођен је 1814. године у Лајтомишљу у Чешкој, као Лаврентије Валаух. У Кнежевину Србију је дошао 1849. године из здравствених разлога. Путујући разним крајевима Кнежевине Србије, заљубио се у српско гостопримство и народ, па је изразио жељу да ту се ту трајно настани. Валаух се у Београду кретао у круговима младих интелектуалаца који су се често окупљали у књижари Милоша Поповића на Варош - капији, данас угао Поп Лукине и Косанчићевог венца. Лаврентије и Милош постали су блиски пријатељи, да би се нешто касније Велимир запослио у Милошевој књижари као деловодитељ. Након женидбе са Српкињом, Лаврентије Валаух мења име у Велимир Валожић, и прелази у православље. Дана 20. децембра 1853. године подноси Попечитељству унутрашњих дела молбу за пријем у српско поданство, са намером да отвори књижару. Велимир Валожић 6. августа 1853. склапа уговор о преузимању књижаре од Милоша Поповића, а исте године се родио и Милош Валожић. Велимир Валожић није био само књижар-продавац већ и књижар-издавач. У то доба, његова књижара је била једина издавачка књижара у Београду и Србији, и сва његова издања штампана су искључиво у Државној штампарији. Био је једини повлашћени књижар за продају издања Државне штампарије, па су ова издања из његове књижаре даље растурана мањим књижарама како у Београду тако и широм Србије. Велимир Валожић умро је 27. децембра 1887. године у Београду.
Милошев млађи брат Душан Валожић изучавао је књижарство у Мађарској и Немачкој, а 1881. године је отворио своју штампарију у Нишу. Године 1883. изабран је за кмета нишке општине, а неко време је био и посланик у Великој народној скупштини. Предводио је организацију растурања и продаје српске књиге у деловима Србије који су и даље били под влашћу Османског царства. Умро је у 31. години, марта 1889. године. У Нишу је испраћен уз до тада незапамћену церемонију, а чланови Национално-либералне странке су у знак жалости носили на рукавима црне траке са уоквиреном Душановом сликом. Његову књижару је преузео Коста Јовановић.

### Књижарска делатност
Милош је почео учење књижарског посла радећи уз оца у књижари, коме је прво био помоћник, а касније и сарадник. Како је време пролазило он је на себе преузимао све више дужности у породичном предузећу, а посебно оних који су се тицале издаваштва. Након очеве смрти Милош је наставио је самостално да води књижару. Милош је почео да сарађује и са приватним штампаријама, за разлику од оца који је сарађивао искључиво са Државном штампаријом. Књижара је наставила да послује под именом Велимира Валожића. Сматрао је да је најбитнији аспект књижарског занимања растурање књига, и заслужан је за растурање књига књижаре Валожић и ван граница тадашње Србије на територије Аустроугарске и Османског царства. Антикварница и папирница књижаре Велимира Валожића налазила се у приземљу Велике школе, данашње зграде Ректората Универзитета у Београду. Године 1901. Велика школа је покренула питање одузимања и рушења објекта, и поред Милошевих молби и истицања његових заслуга за развој књиге и књижарства, књижара-антикварница је исељена 1906. године, а рад је је продужила у објекту у кући на Варош-капији. Породичну књижару је водио све до своје смрти 15. августа 1909. године, након чега је предузеће преузео његов син Драгутин. Године 1939. је припремано рушење књижаре, а после Другог светског рата на њеном месту је подигнута вишеспратница.